# Хименес де Урреа, Херонимо
Херонимо Хименес де Урреа (исп. Geronimo Ximenez de Urrea; 1510, Эпила — 1573, Неаполь) — испанский полководец, государственный деятель, дидактический поэт и писатель

 XVI века.

## Биография
Представитель знатного арагонского рода. Получил хорошее образование. В 1530 году поступил на военную службу. В 1536 году сражался при штурме французской крепости Ле-Мюи. После сдачи крепости на императора Карла V было совершено покушение, однако убитым по ошибке оказался известный испанский поэт Гарсиласо де ла Вега.
Позже он участвовал в итальянской кампании императора Карла V. В это время подружился со многими известными поэтами Испании, в том числе Кристобалем де Кастильехо. В 1541 году участвовал в экспедиции в Алжир, через два года Х. де Урреа было присвоено звание капитана. Участник решающего сражения Шмалькальденской войны — битвы при Мюльберге (1547).
Был посвящён в рыцари Ордена Сантьяго.
Один из любимых полководцев императора Карла V. Приближённый герцога Фернандо Альвареса де Толедо Альбы. С 1566 года служил вице-королем Апулии.
С этого времени известия о его жизни отсутствуют, возможно, из-за упоминания о расследовании по обвинению Х. де Урреа в гомосексуализме.

## Творчество
Лучшим произведением Х. де Урреа считался «Dialogo de la Verdadera Honra Militar» («Диалог истинной воинской чести»), заключающий в себе немало анекдотов о приключениях и дуэлях и, между прочим, любопытные подробности о предполагавшемся поединке короля Франции Франциска I с императором Карлом V.
Некоторые стихотворения Х. де Урреа помещены в «Cancionero» (1554). Его перевод книги «Неистовый Роланд» Ариосто подвергся строгой критике Сервантеса (в перечне книг в «Дон Кихоте»). Х. де Урреа очень бесцеремонно обошелся с оригиналом, то сокращая, то добавляя его.
Х. де Урреа написал также роман «Don Clarisel de las Flores».
Ввёл в испанский язык много итальянских слов и выражений.